# Boleslas II de Cieszyn
Pour les articles homonymes, voir Boleslas et Boleslas II.
Boleslas II de Cieszyn  (polonais Bolesław II cieszyński, tchèque Boleslav II. (Těšín), allemand Boleslaus II.(Teschen)) né vers 1425/1428 – 4 octobre 1452), fut du duc de Cieszyn à partir 1431, jusqu'en 1442 conjointement avec ses frères comme corégents, il règne ensuite sur une moitié Bielsko (en allemand  Bielitz) et de Frysztat (en allemand Freystadt) , à partir de 1442 et depuis 1452 comme seul duc sur la moitié de Bytom.

## Biographie
Boleslas ou Bolesław est le 4e et plus jeune fils du duc Bolesław Ier de Cieszyn et de sa seconde épouse Euphémie de Mazovie, fille du duc Siemovit IV de Mazovie.
Après la mort de son père en 1431, Bolesław II règne conjointement avec ses frères comme corégents sous la tutelle de leur mère. Après la division du duché le 29 novembre 1442, il conserve le titre de « duc de Cieszyn », mais en pratqiue il règne seulement sur seize petites cités et villages de la région de Cieszyn; la plus importante d'entre elles étant Frysztat (en allemand Freystdat), que Bolesław II ne reçoit qu'après la mort de sa mère en 1447 et qui peu après reçoit de Bolesław II ses pleins droits de cité. Il laisse le contrôle de la plus grande partie du duché à son frère Przemyslas II.
Comme son père et ses frères, Bolesław II tente d'intervenir dans la politique internationale. Alors que son frère Władysław est un allié du royaume de Bohême, Bolesław II maintient d'étroites relations avec le royaume de Pologne. En 1443 il appuie la Pologne dans son conflit avec la Hongrie, et en 1449 il est nommé arbitre dans le conflit entre Casimir IV Jagellon et la noblesse de Bohême. Cependant les bonnes relations de Bolesław II avec la Pologne ne le dispense pas de devoir céder le duché de Siewierz au puissant cardinal Zbigniew Oleśnicki, évêque de Kraków, ce qui provoque une guerre en Haute Silésie, qui ne se termine en février 1447.
Bolesław II cherche à établir une souveraineté indépendante, pour ce faire en 1452 il échange avec son frère Venceslas Ier le district de Bielsko contre une moitié de Bytom, où il envisage de s'établir. Mais ses plans s'évanouissent avec sa mort brutale le 4 octobre 1452. Après le décès de son époux sa femme Anna prend soin de son fils et de ses filles et s'établit à Frysztat.

## Union et postérité
Le 30 juin 1448 Bolesław II épouse Anna († après 12 février 1490), fille de Ivan Vladimirovich, fils de
Vladimir Olgerdovich de la lignée de Gediminas. C'est un petit fils d'Algirdas, Grand-duc de Lirhuanie et il a épousé Vasilisa de Halshany, sœur de Sophie, quatrième épouse du roi Ladislas II Jagellon. L'union à l'approbation du cousin d'Anna le roi Casimir IV, qui donne aux nouveaux époux un magnifique présent de noces de 2.000 florins. Ils ont trois enfants
- Casimir II.
- Sophia (née vers 1449/53 - † 1478/1479), épouse en 1473 avant le 4 avril 1474 Victor de Poděbrady († 1500), duc Münsterberg et d'Opava Comte de Glatz.
- Barbara (née vers 1449/53 - † entre le 21 septembre 1494 et le 12 mai 1507), épouse d'abord entre le 4 septembre et le 12 décembre 1469 le duc Balthasar de Żagań († 1472)et ensuite entre le 19 mai 1475 et le 18 mars 1477 le duc Jean V de Zator († 1513).

## Sources
- (en) Cet article est partiellement ou en totalité issu de l’article de Wikipédia en anglais intitulé « Bolesław II, Duke of Cieszyn » (voir la liste des auteurs), édition du 8 juillet 2014.
- (de) Europäische Stammtafeln Vittorio Klostermann, Gmbh, Francfort-sur-le-Main, 2004  (ISBN 3465032926),  Die Herzoge von Auschwitz †1495/97, von Zator †1513 und von Tost †1464 sowie die Herzoge von Teschen 1315-1625 resp. 1653 des Stammes der Piasten  Volume III Tafel 16.
- (en) & (de) Peter Truhart, Regents of Nations, K. G Saur Münich, 1984-1988 (ISBN 359810491X), Art. « Teschen (Pol. Cieszyn) », p.  2.455.